# Neferuptah
Neferuptah o Ptahneferu ("Bellezza di Ptha") (fl. XIX secolo a.C.) è stata una principessa egizia, figlia del faraone della XII dinastia Amenemhat III e sorella della regina Nefrusobek.

## Biografia
Neferuptah è una delle prime donne reali il cui nome fu scritto all'interno di un cartiglio. Sebbene non abbia mai avuto il titolo di "moglie del re", deve aver avuto uno status speciale; è possibile che fosse considerata una futura sovrana.
I suoi titoli includevano quelli di membro dell'élite, grande di favore, grande di lode e amata figlia del re del suo corpo.
Una sepoltura per lei fu preparata nella tomba di suo padre a Hawara. Tuttavia, non fu sepolta lì, ma in una piccola piramide a Hawara. La sua tomba fu ritrovata intatta nel 1956 e conteneva ancora i suoi gioielli, un sarcofago di granito, tre vasi d'argento e altri oggetti.
Sul sarcofago di granito era incisa una breve formula di offerta. All'interno del sarcofago furono rinvenuti i resti decomposti di due sarcofaghi di legno. Quello esterno era decorato con lamina d'oro inscritta. Iscrizioni identiche furono trovate sul sarcofago della regina Hatshepsut, vissuta circa 300 anni dopo. La sua tomba è menzionata su un papiro trovato a Lahun. È raffigurata accanto a suo padre nel tempio di Medinet Madi. Tra gli oggetti che le appartengono figurano una sfinge di granito nero e il frammento di una statua rinvenuta su Elefantina.

## Galleria d'immagini

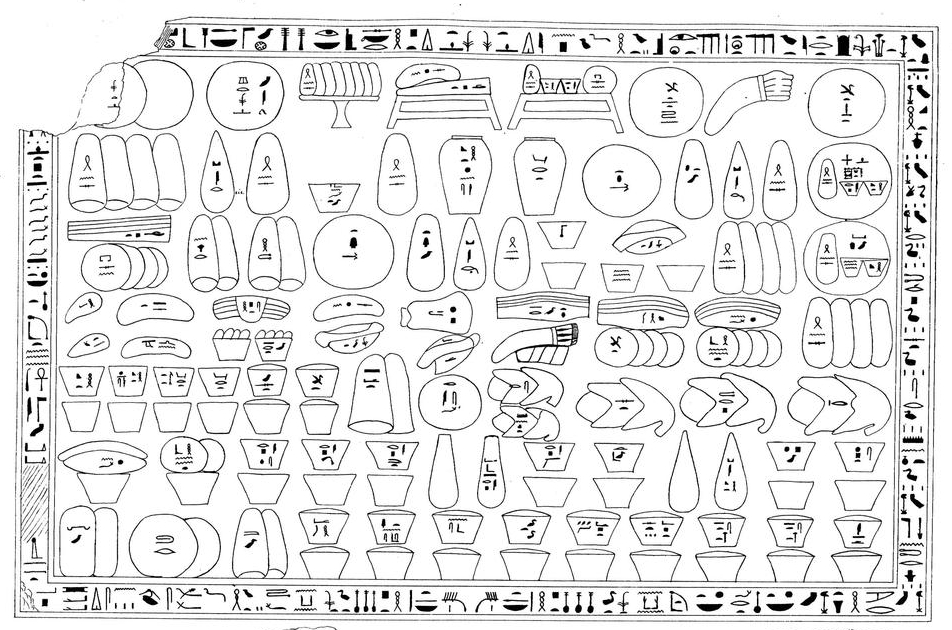
Disegno di un altare dell'antica principessa egiziana Neferuptah, trovato nella tomba a lei destinata a Hawara.
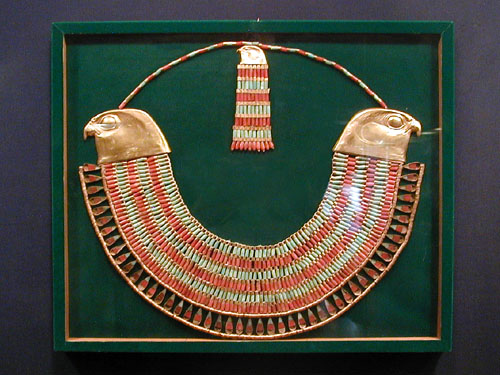
Collana della principessa Nefereruptah